# تلکوم
تلکوم (انگلیسی: Telkom) شرکت مخابرات در آفریقای جنوبی است، که در سال ۱۹۹۱ تأسیس شد.